# یم (زیرجامه)

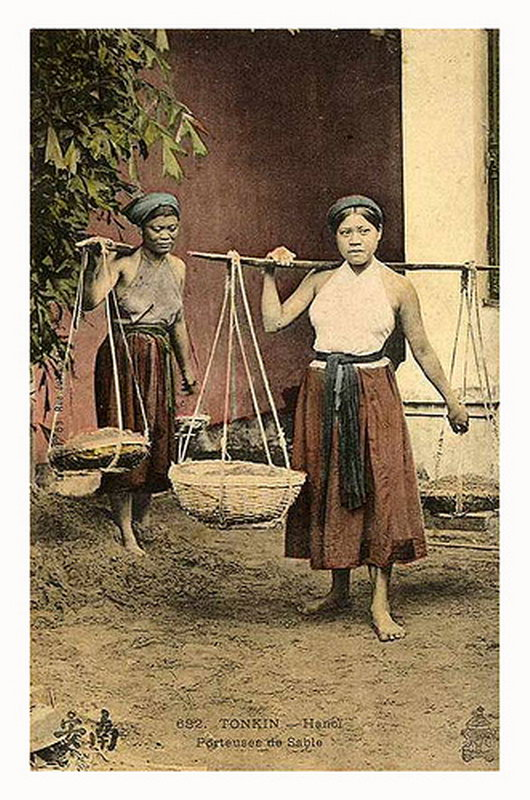
دو دختر با یِم، بار را برای فروش جابه‌جا می‌کنند.

یِم یا آئو یِم (به ویتنامی: áo yếm) یک زیرجامه یا زیرپوش سنتی ویتنامی است که زمانی توسط زنان ویتنامی در همه طبقات اجتماعی پوشیده می‌شد. این لباس معمولاً زیر یک روپوش (پیراهن یا مانتو) برای حفظ حیا پوشیده می‌شد.
یِم یک زیرپوش ساده است که یک تکه پارچه ساده، بیشتر به شکل لوزی یا چهارگوش که روی سینه را می‌پوشاند و با بندهایی که برای بستن دور گردن و پشت کمر قرار می‌گیرند.
یِم و آئو یِم:
- یِم: به زیرجامه تاریخی، یک تکه پارچه ساده که زیر لباس‌های دیگر پوشیده می‌شود، اشاره دارد.
- آئو یِم: واژه‌ای نو برای یم است، هنوز هم می‌توان آن را به عنوان زیرجامه پوشید، اما به یک لباس رسمی تبدیل شده که می‌توان آن را به تنهایی پوشید.

بنابراین، آئو یِم اصطلاحی کلی است که شامل هر دو نسخه کهن و نوین این زیرجامه می‌شود.

## تاریخچه

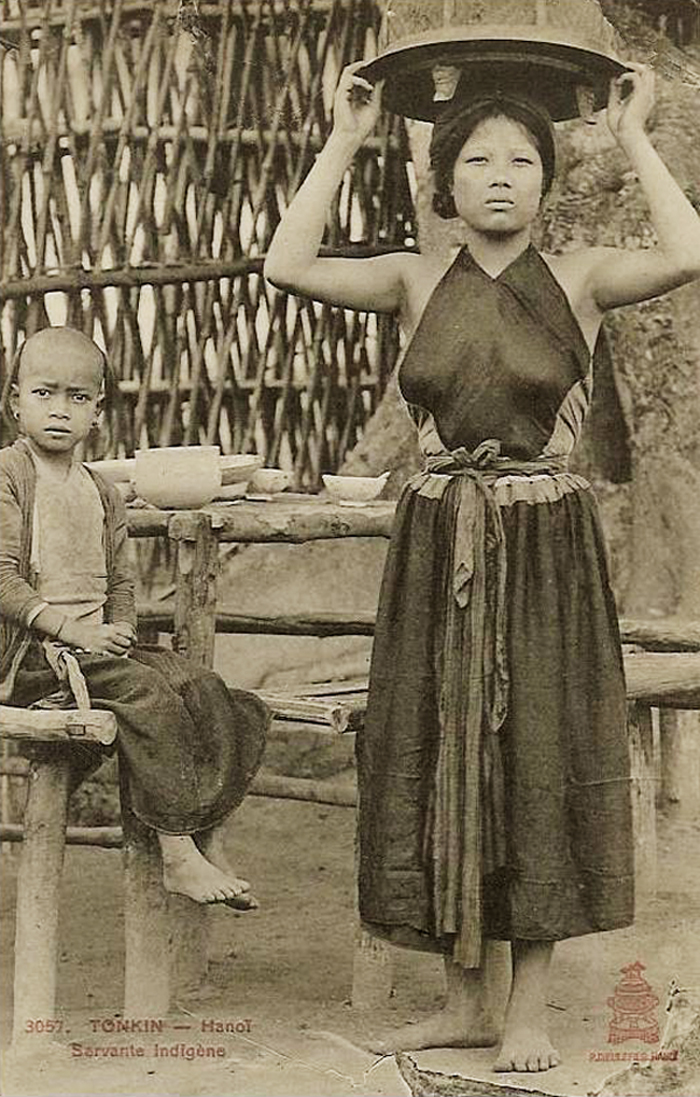
یک زن در شهر هانوی که یِم وVáy đụp به تن کرده است.

یِم زیرجامه سنتی زنان ویتنامی است که ممکن است از Dudou چینی که نوعی زیرجامه مشابه است، سرچشمه گرفته باشد. دودو از دوران باستان در چین پوشیده می‌شده و کاربرد آن در سلسله‌های مینگ و چینگ گسترش یافته است.
پوشش یِم تا اواخر سده نوزدهم میلادی بیشتر در شمال ویتنام رایج بوده است. برخلاف سایر پوشش‌های ویتنامی که نشان‌دهنده طبقه اجتماعی بوده‌اند، یِم به عنوان زیرجامه‌ای پوشیده می‌شده که زنان ویتنامی از همه طبقات جامعه، از کشاورزان زن در زمین‌های کشاورزی تا همسران درباری، آن را به تن می‌کرده‌اند. یِم بخش جدایی‌ناپذیرِ Áo tứ thân، لباس سنتی چهاربخشه ویتنامی است که معمولاً زیر آن پوشیده می‌شده است.
دامن همراه یِم
دامنی که همراه با یِم پوشیده می‌شود، Váy đụp (دامن چین دار) نام دارد. این دامن بلند و گشاد است و بیشتر از پارچه‌های ابریشم یا ساتن تهیه می‌شود. رنگ‌های مشکی، سفید و سرخ(شنگرفی) از رنگ‌های محبوب برای Váy đụp هستند.
Váy đụp را می‌توان با یِم، Áo dài (پیراهن بلند تا مچ پا) و دیگر لباس‌های سنتی ویتنامی ست کرد. یم و Áo dài هر دو نمادی از ظرافت و زنانگی در فرهنگ ویتنام به‌شمار می‌رود.